# Acqua (cognome)
Acqua è un cognome di lingua italiana.

## Varianti
Acquafredda, Acquaioli, Acquani, Acquaro, Acquarone, Acquasanta, Acquati, Acquaviva, D'Acquarone, Dall'Acqua, Dell'Acqua.

## Origine e diffusione
Cognome tipicamente panitaliano, è presente prevalentemente in Italia meridionale.
Potrebbe derivare dal termine "acqua", dal latino aqua, in riferimento a un toponimo o a un'antica mansione.
Le varianti Acquaro, Acquaviva e Dell'Acqua sono meridionali.

## Persone
- Antonio Acqua – attore italiano
- Camillo Acqua – entomologo italiano
- Giacomo Acqua – militare italiano
- Mario Acqua – medico e chirurgo italiano
- Vincenzo Acqua – vescovo cattolico italiano